# Tyras Vallis
Tyras Vallis je údolí či bývalé řečiště na povrchu Marsu, nachází se v oblasti Lunae Palus. Pro údolí je typické, že směřuje do kráteru a nachází se u něho slabé větvení do dvou směrů.

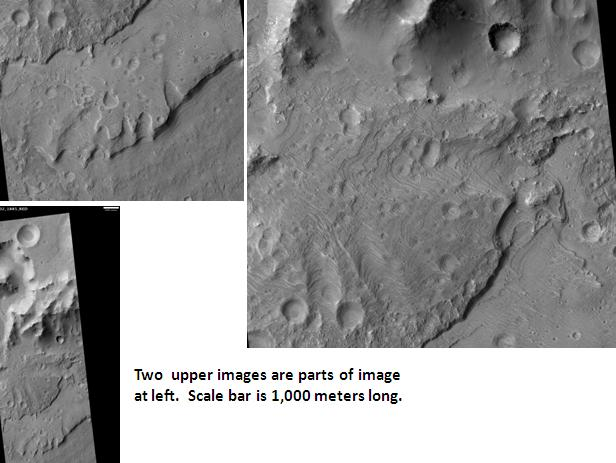
Tyras Vallis na Marsu (sonda HiRISE).